# Ѯ
Ѯ (Кси) е буква от старославянското писмо, създадена по подобие на гръцката буква Кси (Ξ ξ). Нейната звукова стойност е [ks].